# LACC1
LACC1 (Laccase domain containing 1) è una proteina che nell'uomo è codificata dal gene LACC1.

## Funzioni cellulari
Questo gene codifica per un'ossidoriduttasi che promuove sia l'ossidazione degli acidi grassi, con concomitante attivazione dell'inflammasoma, sia la produzione di specie reattive dell'ossigeno mitocondriale e NADPH-ossidasi-dipendente e relativa attività battericida dei macrofagi.
La proteina codificata forma un complesso con l'acido grasso sintasi sui perossisomi e si pensa che sia modulata da eventi di segnalazione del recettore attivato dal proliferatore dei perossisomi.
Le mutazioni naturali in questo gene sono associate a malattie infiammatorie intestinali, malattia di Behcet, lebbra, colite ulcerosa, malattia di Crohn ad esordio precoce e artrite idiopatica giovanile sistemica.